# (17286) Bisei
(17286) Bisei (2000 NB6) – planetoida z grupy pasa głównego asteroid okrążająca Słońce w ciągu 3,58 lat w średniej odległości 2,34 j.a. Odkryta 8 lipca 2000 roku.